# Clepsis brachyptycta
Clepsis brachyptycta es una especie de polilla del género Clepsis, categorizada en la tribu Archipini, de la subfamilia Tortricinae.

## Distribución
Se distribuye por República Democrática del Congo.

## Taxonomía
Fue descrita por Meyrick en 1938 y publicada en (Tortrix), Institut des Parcs Nationaux du Congo Belge fasc. 14: 6.